# Canada aux Jeux olympiques d'hiver de 1948
Cet article contient des informations sur la participation et les résultats du Canada aux Jeux olympiques d'hiver de 1948 à Saint-Moritz en Suisse. Le Canada était représenté par 28 athlètes. 
La délégation canadienne aux Jeux olympiques d'hiver de 1948 a récolté en tout 3 médailles, 2 d'or et 1 de bronze. Elle a terminé au 6e rang du classement des médailles.

## Médailles
| Médaille                            | Nom                                  | Sport               | Compétition                       |
| ----------------------------------- | ------------------------------------ | ------------------- | --------------------------------- |
| Médaille d'or, Jeux olympiques      | Barbara Ann Scott                    | Patinage artistique | Compétition individuelle féminine |
| Médaille d'or, Jeux olympiques      | Équipe du Canada de hockey sur glace | Hockey sur glace    | Compétition masculine             |
| Médaille de bronze, Jeux olympiques | Suzanne Morrow Wallace Diestelmeyer  | Patinage artistique | Couples                           |